# Ardo Hansson

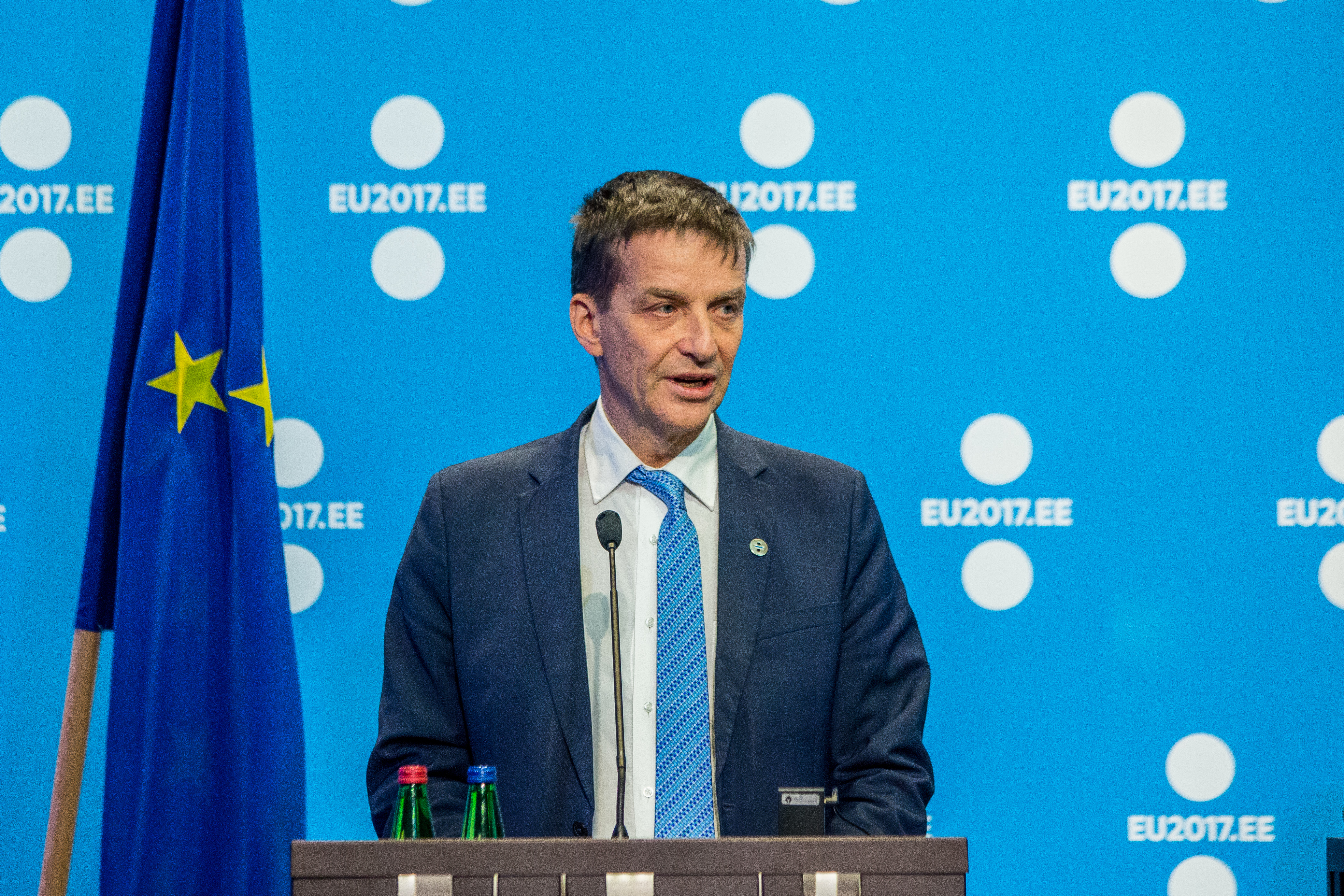
Ardo Hansson (2017)

Ardo Hansson (* 15. Juli 1958 in Chicago) ist ein estnisch-amerikanischer Ökonom. Seit Juni 2012 ist er Präsident der Estnischen Zentralbank (Eesti Pank).

## Leben
Ardo Hansson, der sowohl die estnische als auch die US-amerikanische Staatsbürgerschaft besitzt, erwarb seinen PhD in Ökonomie an der Harvard University.
Nachdem er zunächst im universitären Bereich gewirkt hatte, war er von 1991 bis 1992 als Berater für das estnische Außenministerium und von 1992 bis 1995 sowie 1997 als Berater des estnischen Ministerpräsidenten tätig.
Von 1993 bis 1998 gehörte er dem Aufsichtsrat der Estnischen Zentralbank an. Er war ein Mitglied des Ausschusses zur Währungsreform in Estland und gilt als Urheber des Plans zur Koppelung der Estnischen Krone an die Deutsche Mark.
Von 1998 bis 2012 arbeitete er als Ökonom bei der Weltbank und war hier für osteuropäische Länder und den Balkan, sowie für China zuständig.
Am 7. Juni 2012 wurde Hansson als Nachfolger von Andres Lipstok Präsident der Estnischen Zentralbank. In dieser Funktion ist er Mitglied des Rats der Europäischen Zentralbank.
Ardo Hansson hat verschiedene Aufsätze in wissenschaftlichen Fachzeitschriften veröffentlicht.